# Amphiura sexradiata
Amphiura sexradiata är en ormstjärneart som beskrevs av Jean Baptiste François René Koehler 1930. Amphiura sexradiata ingår i släktet Amphiura och familjen trådormstjärnor.
Artens utbredningsområde är Madagaskar. Inga underarter finns listade i Catalogue of Life.